# Giro di Puglia 1982
Il Giro di Puglia 1982, undicesima edizione della corsa, si svolse in quattro tappe dal 21 al 24 aprile 1982 su un percorso di 774,5 km da Maglie a Martina Franca. Fu vinto dallo svedese Alf Segersäll, che completò il percorso in 20h26'49", precedendo in classifica gli italiani Vittorio Algeri e Gianbattista Baronchelli.

## Tappe
| Tappa  | Data      | Percorso                 | km    | Vincitore di tappa | Leader cl. generale |
| ------ | --------- | ------------------------ | ----- | ------------------ | ------------------- |
| 1ª     | 21 aprile | Maglie > Maglie          | 198,5 | Guido Bontempi     | Guido Bontempi      |
| 2ª     | 22 aprile | Campi Salentina > Ostuni | 180   | Alf Segersäll      | Vittorio Algeri     |
| 3ª     | 23 aprile | Ostuni > Canosa          | 190   | Alf Segersäll      | Alf Segersäll       |
| 4ª     | 24 aprile | Canosa > Martina Franca  | 206   | Pierino Gavazzi    | Alf Segersäll       |
| Totale | Totale    | Totale                   | 774,5 |                    |                     |

## Classifiche finali

### Classifica generale
| Pos. | Corridore                | Squadra      | Tempo     |
| ---- | ------------------------ | ------------ | --------- |
| 1    | Alf Segersäll            | Bianchi      | 20h26'49" |
| 2    | Vittorio Algeri          | Metauro M.   | a 1"      |
| 3    | Gianbattista Baronchelli | Bianchi      | a 7"      |
| 4    | Luigi Ferreri            | Hoonved      | a 8"      |
| 5    | Luciano Rabottini        | Gis Gelati   | a 10"     |
| 6    | Claudio Corti            | Sammontana   | ?         |
| 7    | Franco Chioccioli        | Selle Italia | ?         |
| 8    | Giancarlo Casiraghi      | Atala        | ?         |
| 9    | Daniel Gisiger           | Hoonved      | ?         |
| 10   | Sergio Santimaria        | San Marco    | ?         |